# 横須賀駅
横須賀駅（よこすかえき）は、神奈川県横須賀市東逸見町一丁目にある、東日本旅客鉄道（JR東日本）横須賀線の駅である。駅番号はJO 03。

## 概要
当駅は、横須賀鎮守府を始めとした海軍関係施設へのアクセスや、物資輸送を行うため開業された経緯がある。第二次世界大戦後も、しばらくの間アメリカ海軍横須賀基地への物資輸送の拠点として機能した。
その後、車運車用の施設が開設され1980年頃まで利用されていた。現在は、モータリゼーション発展等により貨物輸送は行われなくなったため、貨物駅としての設備は撤去されている。貨物駅部分の大半は、ウェルシティ横須賀として、横須賀市公共施設や超高層住宅「天空の街」等が建てられたが、当時の名残で道側（山側）と海側に数本の側線が現在も残されている。常時使用されていないが、3番線のすぐ隣の側線は、東京方面から来た臨時列車や事業用モーターカーを留置するためにしばしば使用されている。
2004年（平成16年）10月16日ダイヤ改正までは、当駅始発（折返し）の湘南新宿ライン（運転区間は新宿まで。使用車両は215系電車）が設定されていた。
2014年（平成26年）3月15日から、横浜駅・大船駅発着「成田エクスプレス」（使用車両はE259系電車）の一部列車が、横須賀駅まで臨時列車として繁忙期の土日祝日にのみ延長運転を行っていたが、同時期に設定された富士急線直通と違って利用が少なく2017年（平成29年）1月より乗り入れを休止している。

## 歴史
- 1889年（明治22年）6月16日：官設鉄道が大船駅から開通、その終着駅として開設[1]。
- 1909年（明治42年）10月12日：横須賀線所属駅となる。
- 1940年（昭和15年）4月：現在の駅舎（3代目）に改築。
- 1944年（昭和19年）4月1日：横須賀線が久里浜駅まで延伸。
- 1966年（昭和41年）10月1日：自動車輸送基地を開設。
- 1972年（昭和47年）頃：みどりの窓口設置。
- 1980年（昭和55年）10月1日：自動車輸送基地を閉鎖。
- 1984年（昭和59年）2月1日：貨物取扱廃止[1]。
- 1985年（昭和60年）3月14日：荷物扱い廃止[1]。
  - 駅南の国道側（現在ウェルシティ横須賀となっている場所一帯）に1面1線の貨物ホームや車運車用の自動車荷役線が設置されていた。
- 1987年（昭和62年）4月1日：国鉄分割民営化により、JR東日本の駅となる[1]。
- 1993年（平成5年）8月3日：自動改札機を設置し、供用開始[6]。
- 1997年（平成9年）：関東の駅百選に認定される[7]。認定理由は「階段が一つもない平坦な、人にやさしい駅」[7]。
- 2001年（平成13年）
  - 11月18日：ICカード「Suica」供用開始。
  - 12月1日：ダイヤ改正により湘南新宿ラインの運行開始。
- 2004年（平成16年）10月16日：ダイヤ改正により、横須賀線内発着の湘南新宿ラインの発着駅は大船駅・逗子駅に一本化される。これにより、当駅・久里浜駅発着の湘南新宿ラインが廃止となる。
- 2009年（平成21年）：大幅なバスターミナルの改修工事修工。これに伴い各バス停まで繋がっていた連絡地下通路を廃止。
- 2014年（平成26年）3月15日：横浜駅・大船駅発着の「成田エクスプレス」の一部列車が、横須賀駅まで臨時列車として繁盛期の土日祝のみ延長運転を開始（2016年12月まで）。当駅が始発駅となる。
- 2016年（平成28年）7月1日：業務委託駅化[3]。

## 駅構造
JR東日本ステーションサービスが駅管理を受託している横浜統括センター（逗子駅）管理の業務委託駅。2面3線のプラットホームを有する地上駅である。海側のホームに1番線、山側のホーム両側に2・3番線が延びる。ただし現在1番線は使われておらず、実質的に1面2線の配置となっている。みどりの窓口設置。駅舎はホームの最も久里浜寄り付近にあり、改札口は1箇所のみ設置されている。トイレはホーム入口に、駅構内の改札外でNewDaysが1店舗営業している。また、改札外には横須賀海軍カレーの公式キャラクターのスカレーの人形も置かれている。
複線区間の末端にあり、当駅より下り方は単線である。衣笠駅・久里浜駅に直通できる線路は3番線と、ホームの無い4番線であり、停車列車の行き違いはできないため実質単線の棒線駅となっている。2番線は行き止まりの頭端式ホームで、上り方のみと線路がつながっているため当駅折り返し列車が使用している。またこのような形状のため跨線橋を設ける必要がなく、駅構内に階段が無いことが特徴となっている。かつては設置されている駅スタンプにも「階段のない駅」と表記されていた。
2番線の車止めの後ろには、カモメとイカリをあしらったシンボルマークが掲出されている。かつては、海側から米海軍横須賀基地方面へ引込線が延びていた。

### のりば
| 番線 | 路線                   | 方向 | 行先                             | 備考                   |
| ---- | ---------------------- | ---- | -------------------------------- | ---------------------- |
| 2    | 横須賀・総武線（快速） | 上り | 鎌倉・大船・横浜・東京・千葉方面 | 当駅始発のみ           |
| 3    | 横須賀・総武線（快速） | 上り | 鎌倉・大船・横浜・東京・千葉方面 | 久里浜発着の電車が使用 |
| 3    | 横須賀線               | 下り | 衣笠・久里浜方面                 |                        |

（出典：JR東日本:駅構内図）
- 1番線は側線であり、のりばは無い。

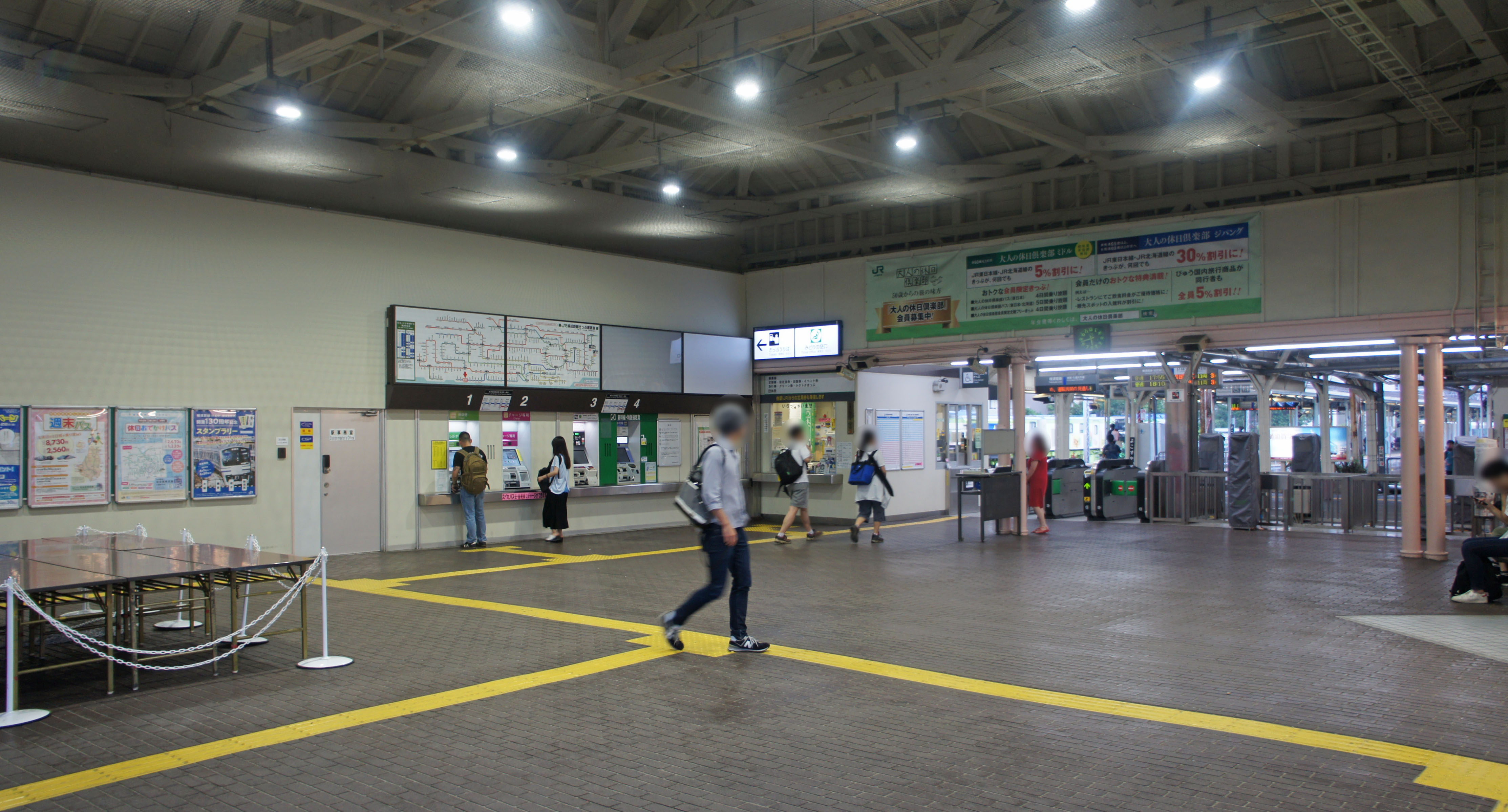
コンコース 当駅と衣笠駅・久里浜駅は、いずれもコンコースの天井が高い作りになっている。 （2019年6月）
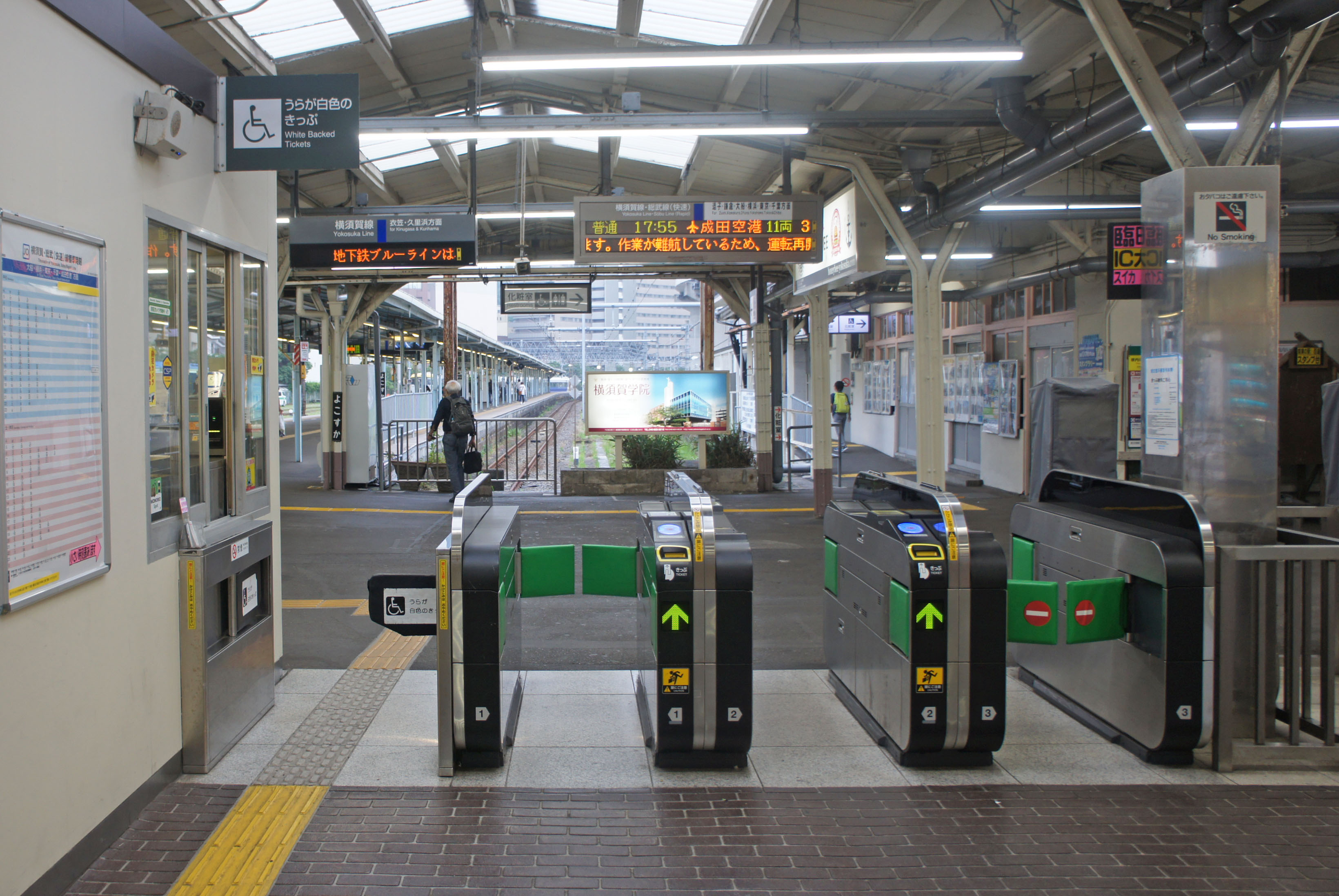
改札口（2019年6月）
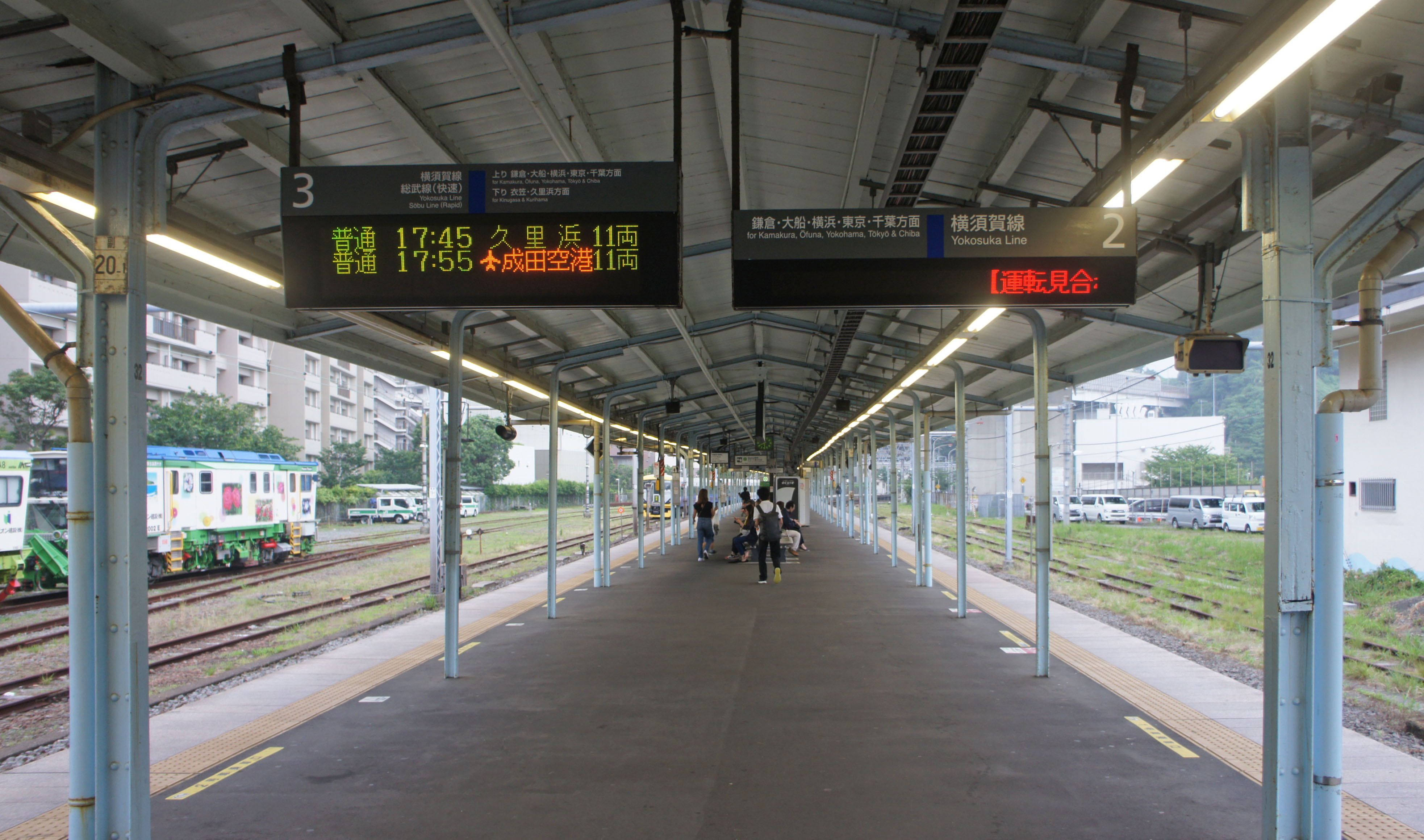
ホーム（2019年6月）
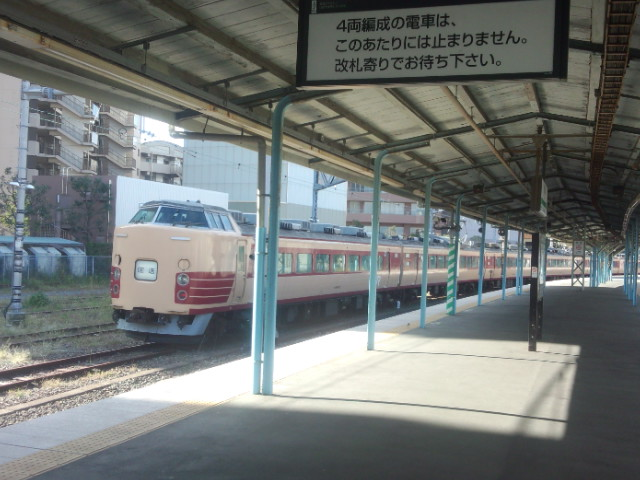
横須賀駅の側線。臨時列車として運行された183系が留置されている（2012年11月）
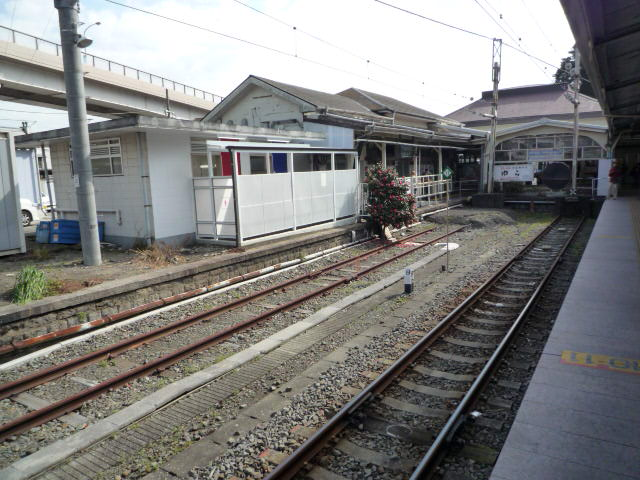
かつての1番線は線路のみが残っている。
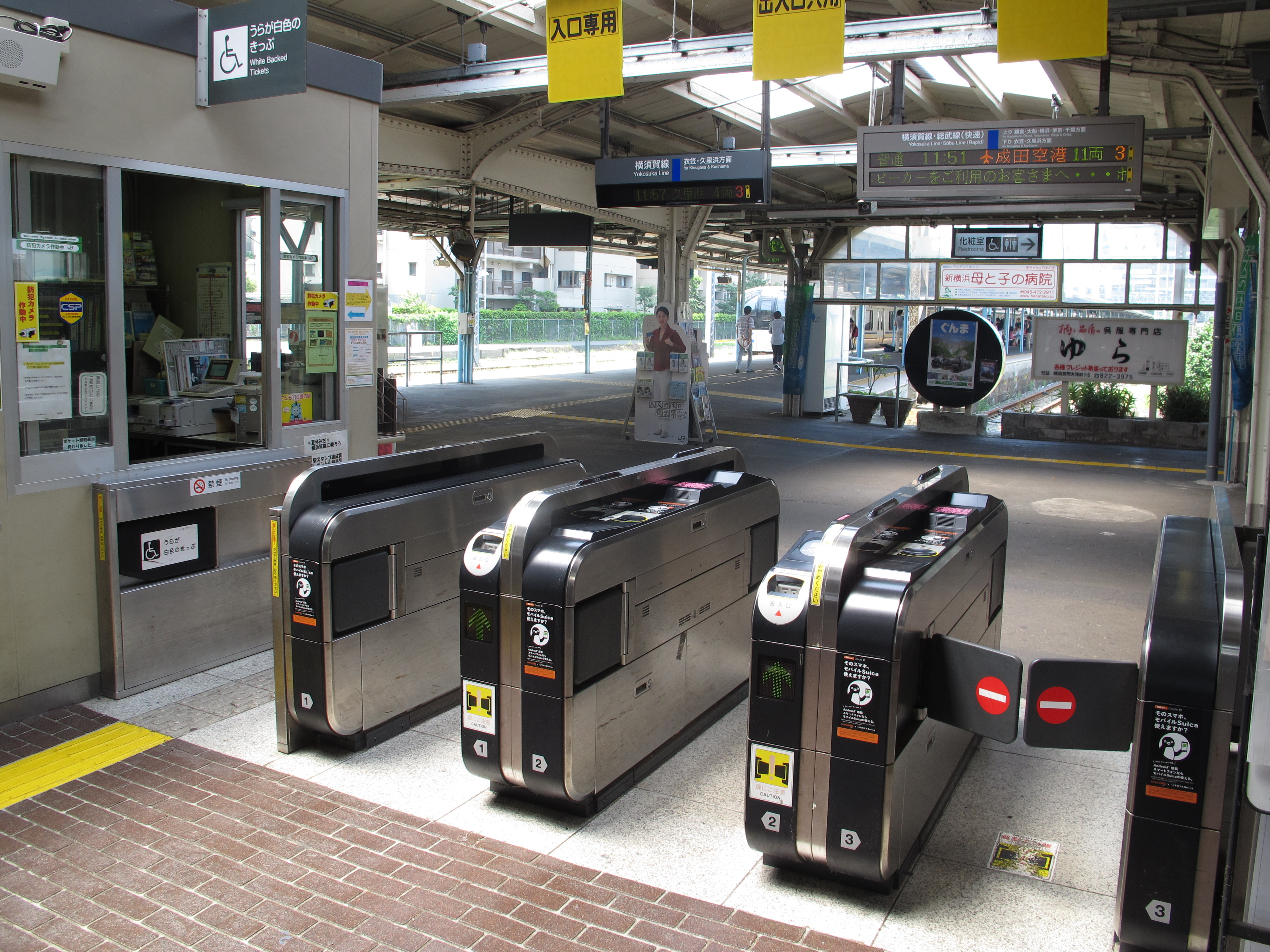
改札口付近からホームを見る。階段が無い。
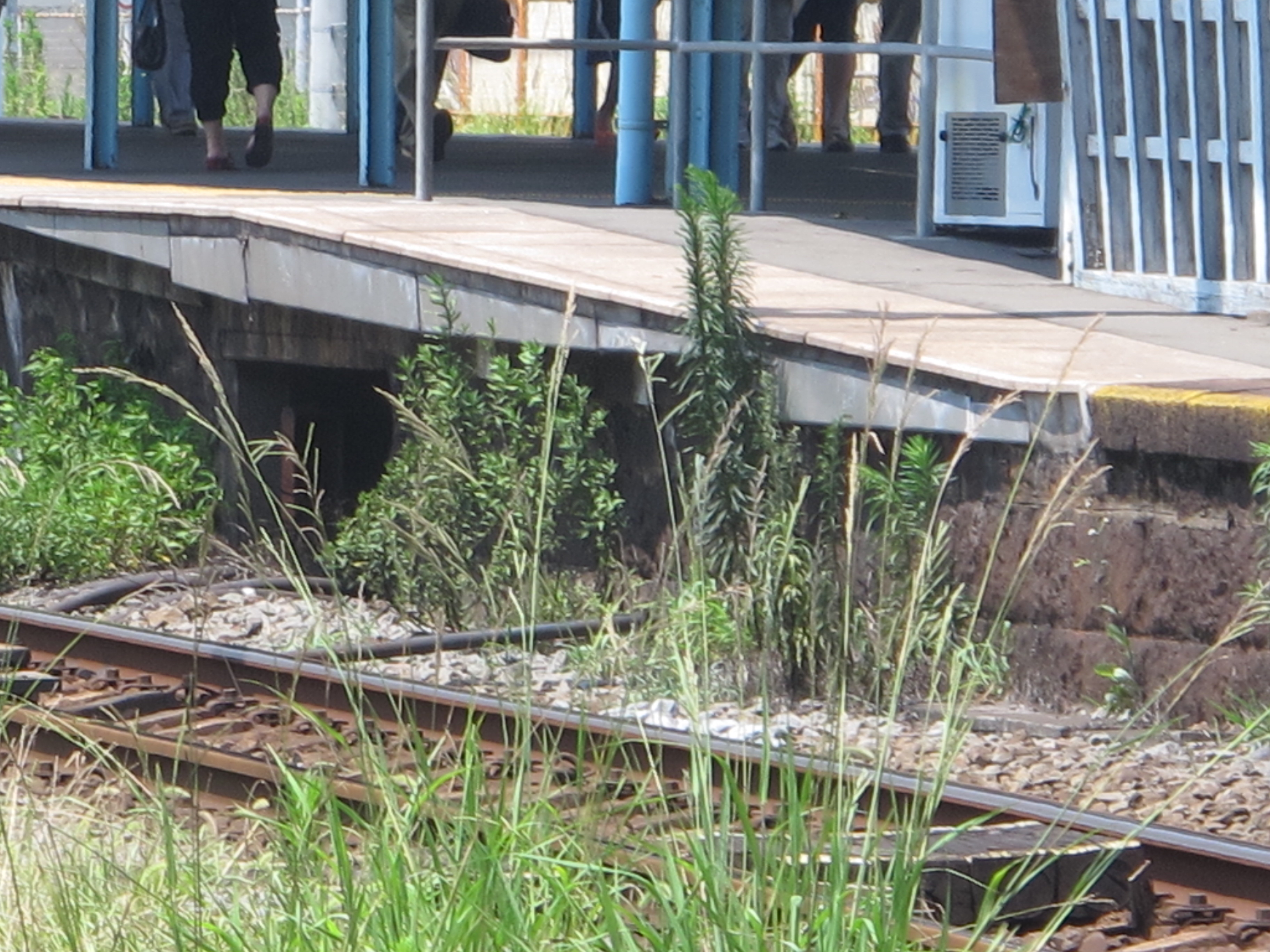
駅近くの踏切側から撮影。階段を無くすためにホームから改札に繋がる通路がスロープ加工されている。

## 利用状況
2023年度（令和5年度）の1日平均乗車人員は4,591人である。横須賀線の駅では田浦駅、東逗子駅に次いで3番目に少ない。減少傾向にある。
1995年度（平成7年度）以降の推移は下記の通り。
| 年度               | 1日平均 乗車人員 | 出典     |
| ------------------ | ---------------- | -------- |
| 1995年（平成07年） | 7,266            | [ * 1 ]  |
| 1998年（平成10年） | 6,703            | [ * 2 ]  |
| 1999年（平成11年） | 6,512            | [ * 3 ]  |
| 2000年（平成12年） | 6,524            | [ * 3 ]  |
| 2001年（平成13年） | 6,506            | [ * 4 ]  |
| 2002年（平成14年） | 6,294            | [ * 5 ]  |
| 2003年（平成15年） | 6,274            | [ * 6 ]  |
| 2004年（平成16年） | 6,163            | [ * 7 ]  |
| 2005年（平成17年） | 6,159            | [ * 8 ]  |
| 2006年（平成18年） | 6,220            | [ * 9 ]  |
| 2007年（平成19年） | 6,145            | [ * 10 ] |
| 2008年（平成20年） | 6,092            | [ * 11 ] |
| 2009年（平成21年） | 6,037            | [ * 12 ] |
| 2010年（平成22年） | 5,852            | [ * 13 ] |
| 2011年（平成23年） | 5,710            | [ * 14 ] |
| 2012年（平成24年） | 5,761            | [ * 15 ] |
| 2013年（平成25年） | 5,573            | [ * 16 ] |
| 2014年（平成26年） | 5,518            | [ * 17 ] |
| 2015年（平成27年） | 5,583            | [ * 18 ] |
| 2016年（平成28年） | 5,421            | [ * 19 ] |
| 2017年（平成29年） | 5,289            |          |
| 2018年（平成30年） | 5,240            |          |
| 2019年（令和元年） | 4,845            |          |
| 2020年（令和02年） | 3,796            |          |
| 2021年（令和03年） | 4,196            |          |
| 2022年（令和04年） | 4,513            |          |
| 2023年（令和05年） | 4,591            |          |

## 駅周辺
東京湾に近接しており、ホームからも横須賀港やアメリカ海軍横須賀基地を望むことが出来る。しかし元々は軍港への連絡を目的とした駅であり、周辺には平地が少なく、開業時は横須賀海兵団が使用していた土地を駅用地に転用した。
当駅から400 m程東に京浜急行電鉄本線の汐入駅、400 m程南には同じく逸見駅がある。横須賀市の中心市街地の外れに位置しているため、市内中心部に位置する京急本線の横須賀中央駅や汐入駅の方が利用者が多い。近隣には近年の貨物用地再開発によりマンションなどが建設されているが、商店等は余り無い。駅北側はヴェルニー公園として汐入駅方面まで整備され多くの利用者がある。
- 海上自衛隊横須賀地方総監部
- アメリカ海軍横須賀基地
- ウェルシティ横須賀
  - 横須賀市保健所
  - 横須賀市生涯学習センター（まなびかん）
  - 横須賀市健康増進センター（すこやかん）
- 緑ヶ丘女子中学校・高等学校
- 横須賀芸術劇場
- コースカベイサイドストアーズ（旧称：ショッパーズプラザ横須賀）
  - 横須賀HUMAXシネマズ
- メルキュールホテル横須賀
- どぶ板通り
- ヴェルニー公園
- 国道16号
- 神奈川県道25号横須賀停車場線

## バス路線

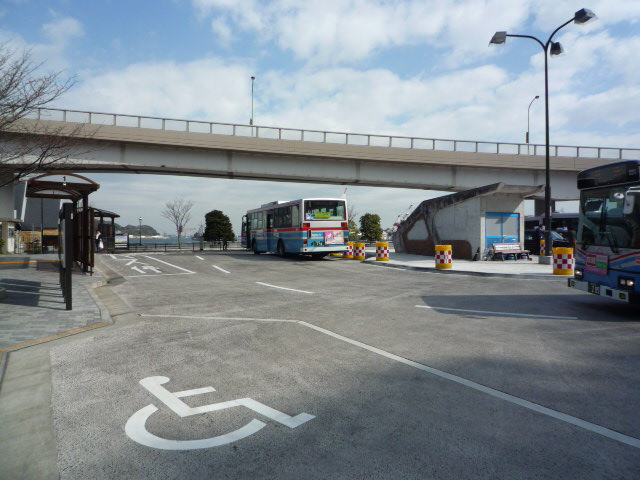
バスターミナル（2010年3月）

駅前バスターミナルと国道16号上に設置されている「横須賀駅」が最寄りバス停である。路線バスは全系統が京浜急行バスによる運行。バスターミナルは2009年に改修工事が行われ、それまで浮浪者が住み着くなど問題になっていた連絡地下通路を廃止した。
国道上の乗り場は「横須賀駅（国道）」と表記される。発着する路線の詳細は京浜急行バス衣笠営業所・京浜急行バス久里浜営業所・京浜急行バス追浜営業所・京浜急行バス三崎営業所を参照。
| のりば           | 運行事業者              | 系統・行先 |
| 横須賀駅         | 横須賀駅                | 横須賀駅 |
| ---------------- | ----------------------- | --- |
| 1                | 京浜急行バス            | 須1：衣笠駅(聖徳寺坂上 経由) |
| 2                | 京浜急行バス            | - 須3・須53：横須賀市民病院 - 須4：佐島マリーナ入口(湘南佐島なぎさの丘 経由) - 須5：長井 - 須6：三崎東岡 - 須7：三崎港 - 須8：三崎口駅 - 須11：YRPセンター |
| 3                | 京浜急行バス            | - 須12・須13：平成町循環 - 須22：防衛大学校 - 須24：観音崎 - 須26：かもめ団地 - 須27：堀内 - 須28：観音崎自然博物館 - 中央1：三笠循環                      |
| 3                | - 南海バス - 和歌山バス | 夜行高速：京都・大阪 |
| 4                | 京浜急行バス            | 須9：湘南池上循環 須10：衣笠駅(池上 経由) |
| 5                | 京浜急行バス            | - 須18：衣笠駅(総合体育会館 経由) - 須20：西来寺循環 / 不入斗橋 - 須21：西来寺循環 / 鶴久保小学校                                                          |
| 横須賀駅（国道） |                         | |
| －               | 京浜急行バス            | - 八31：安浦二丁目 / 内川橋 - 追34：追浜駅 |

## 隣の駅
東日本旅客鉄道（JR東日本）
 横須賀線
田浦駅 (JO 04) - 横須賀駅 (JO 03) - 衣笠駅 (JO 02)
- 1945年の終戦直前に当たる一時期のみ、衣笠駅との間に相模金谷仮乗降場という海軍工廠通勤客のための専用停車場が設けられていた。

### 記事本文
1. 1 2 3 4 5  石野哲 編『停車場変遷大事典 国鉄・JR編』 II（初版）、JTB、1998年10月1日、81頁。ISBN 978-4-533-02980-6。
2. 1 2  事業エリアマップ - JR東日本ステーションサービス.2021年9月14日閲覧
3. 1 2 3  “No.124号 東日本ユニオンよこはま 駅業務体制の再構築等について提案受ける!” (PDF).   JR東日本労働組合横浜地方本部 (2015年12月6日). 2019年6月29日時点のオリジナルよりアーカイブ。2020年5月9日閲覧。
4. ↑  “春の増発列車のお知らせ” (PDF).   JR東日本 (2014年1月24日). 2014年12月11日閲覧。
5. ↑  “神奈川県鉄道輸送力増強促進会議　平成30年度　要望・回答（横須賀線）” (PDF).   神奈川県 (2019年4月3日). 2019年4月8日閲覧。
6. ↑  「JR年表」『JR気動車客車編成表 '94年版』ジェー・アール・アール、1994年7月1日、186頁。ISBN 4-88283-115-5。
7. 1 2  （監修）「鉄道の日」関東実行委員会『駅の旅物語 関東の駅百選』（初版）人文社、2000年10月14日、94 - 95・226頁頁。ISBN 4795912807。
8. ↑  神奈川県県勢要覧
9. ↑  横須賀市統計書 - 横須賀市
10. ↑  “横須賀駅 | のりば案内 | 路線バス | 京浜急行バス”. www.keikyu-bus.co.jp. 2024年10月16日閲覧。
11. ↑  “「大阪・京都～藤沢・鎌倉」線の横須賀乗り入れについて”. 南海バス (2022年8月26日). 2024年10月16日閲覧。

### 利用状況
JR東日本の2000年度以降の乗車人員
1. ↑  各駅の乗車人員（2000年度） - JR東日本
2. ↑  各駅の乗車人員（2001年度） - JR東日本
3. ↑  各駅の乗車人員（2002年度） - JR東日本
4. ↑  各駅の乗車人員（2003年度） - JR東日本
5. ↑  各駅の乗車人員（2004年度） - JR東日本
6. ↑  各駅の乗車人員（2005年度） - JR東日本
7. ↑  各駅の乗車人員（2006年度） - JR東日本
8. ↑  各駅の乗車人員（2007年度） - JR東日本
9. ↑  各駅の乗車人員（2008年度） - JR東日本
10. ↑  各駅の乗車人員（2009年度） - JR東日本
11. ↑  各駅の乗車人員（2010年度） - JR東日本
12. ↑  各駅の乗車人員（2011年度） - JR東日本
13. ↑  各駅の乗車人員（2012年度） - JR東日本
14. ↑  各駅の乗車人員（2013年度） - JR東日本
15. ↑  各駅の乗車人員（2014年度） - JR東日本
16. ↑  各駅の乗車人員（2015年度） - JR東日本
17. ↑  各駅の乗車人員（2016年度） - JR東日本
18. ↑  各駅の乗車人員（2017年度） - JR東日本
19. ↑  各駅の乗車人員（2018年度） - JR東日本
20. ↑  各駅の乗車人員（2019年度） - JR東日本
21. ↑  各駅の乗車人員（2020年度） - JR東日本
22. ↑  各駅の乗車人員（2021年度） - JR東日本
23. ↑  各駅の乗車人員（2022年度） - JR東日本
24. ↑  各駅の乗車人員（2023年度） - JR東日本

神奈川県県勢要覧
1. ↑  線区別駅別乗車人員（1日平均）の推移 (PDF)  - 17ページ
2. ↑  神奈川県県勢要覧（平成12年度）- 220ページ
3. 1 2  神奈川県県勢要覧（平成13年度） (PDF)  - 222ページ
4. ↑  神奈川県県勢要覧（平成14年度） (PDF)  - 220ページ
5. ↑  神奈川県県勢要覧（平成15年度） (PDF)  - 220ページ
6. ↑  神奈川県県勢要覧（平成16年度） (PDF)  - 220ページ
7. ↑  神奈川県県勢要覧（平成17年度） (PDF)  - 222ページ
8. ↑  神奈川県県勢要覧（平成18年度） (PDF)  - 222ページ
9. ↑  神奈川県県勢要覧（平成19年度） (PDF)  - 224ページ
10. ↑  神奈川県県勢要覧（平成20年度） (PDF)  - 228ページ
11. ↑  神奈川県県勢要覧（平成21年度） (PDF)  - 238ページ
12. ↑  神奈川県県勢要覧（平成22年度） (PDF)  - 236ページ
13. ↑  神奈川県県勢要覧（平成23年度） (PDF)  - 236ページ
14. ↑  神奈川県県勢要覧（平成24年度） (PDF)  - 232ページ
15. ↑  神奈川県県勢要覧（平成25年度） (PDF)  - 234ページ
16. ↑  神奈川県県勢要覧（平成26年度） (PDF)  - 236ページ
17. ↑  神奈川県県勢要覧（平成27年度） (PDF)  - 236ページ
18. ↑  神奈川県県勢要覧（平成28年度） (PDF)  - 244ページ
19. ↑  神奈川県県勢要覧（平成29年度） (PDF)  - 236ページ